# Glomeris dalmatina
Glomeris dalmatina är en mångfotingart som beskrevs av AmStein 1859. Glomeris dalmatina ingår i släktet Glomeris och familjen klotdubbelfotingar. Inga underarter finns listade i Catalogue of Life.